# 吉东伊什
吉东伊什是葡萄牙波尔图区的一个堂区。总面积4.16平方公里，总人口1906人，人口密度458.2人/平方公里。